# Mikroaggression
Mikroaggression (englisch microaggression) ist ein sozialpsychologischer Begriff, der 1970 von Chester Pierce geprägt wurde, um als übergriffig wahrgenommene Äußerungen in der alltäglichen Kommunikation zu beschreiben. Darunter werden alltägliche Äußerungen verstanden, die an die andere Person bewusst oder unbewusst abwertende Botschaften senden, welche sich auf deren Gruppenzugehörigkeit beziehen.

## Erscheinungsformen
Die Debatte um Mikroaggressionen wird insbesondere in den USA geführt, wo grundlegend der Ansatz des Psychologen Derald Wing Sue von der Columbia University benutzt wird. Er ist Ausgangspunkt der meisten wissenschaftlichen Arbeiten zu diesem Thema.
Mikroaggressionen können nach Sues Ansatz in verschiedenen Formen auftreten:
- Mikroangriffe (microassaults). Ein Mikroangriff ist ein ausdrücklicher und vom Angreifer gewollter, verbaler oder nonverbaler Angriff, um den Angegriffenen herabzusetzen oder zu verletzen, der aber unter der Schwelle offen rassistischer Äußerungen oder Gewalttaten bleibt. Mikroangriffe ähneln dem klassischen, offenen Rassismus.[4] In der Forschung zur Mikroaggression spielen Mikroangriffe, vermutlich aus diesem Grund, keine Rolle[3].
- Mikrobeleidigungen (microinsults). Mikrobeleidigungen sind Äußerungen, die sich durch Grobheit und mangelnde Sensibilität gegenüber der Herkunft oder Identität des Angegriffenen auszeichnen. Es handelt sich dabei um subtile Formen der Herabsetzung, die dem Angreifer nicht einmal selbst bewusst sein müssen, aber dessen Vorurteile aufdecken. Oft ist der Kontext entscheidend. Wenn etwa eine Person nichtweißer Hautfarbe für ihre gehobene sprachliche Ausdrucksweise gelobt wird, impliziert das laut Sue unterschwellig die Botschaft, dass dies eine Ausnahme sei. Mikrobeleidigungen können auch nonverbal sein, indem etwa Nichtweiße ignoriert oder nur beiläufig zur Kenntnis genommen werden.[4]
- Mikroentwertungen (microinvalidations). Als Mikroentwertungen werden Ausdrucksformen bezeichnet, die Gedanken, Gefühle oder Wahrnehmungen der dadurch Angegriffenen ignorieren, ausschließen oder herabsetzen. Laut Sue liegt eine Mikroentwertung beispielsweise dann vor, wenn ein Weißer zu einer Person nichtweißer Hautfarbe sagt, für ihn würde Rasse keine Rolle spielen, da damit deren Identität negiert und ihre spezifischen Erfahrungen herabgespielt werden.[4]

## Betroffene
Von Mikroaggression betroffen sind in der Regel Angehörige marginalisierter gesellschaftlicher Gruppen: people of color, Menschen mit Migrationshintergrund, Homosexuelle oder andere Personen mit nicht-heterosexueller Orientierung (in der amerikanischen und teilweise auch deutschen Debatte als LGBT, LGBTQ oder LGBTQQ bezeichnet), Transgender, von Klassismus betroffene Personen oder Menschen mit Behinderungen. Das Konzept wird aber auf marginalisierte Gruppen aller Art angewendet, so auch auf religiöse Minderheiten. So zeigt sich etwa ein deutscher Schulleiter am ersten Schultag erstaunt, dass eine dunkelhäutige Schülerin fließend Deutsch spricht. Ein anderes Beispiel kommt von einem männlichen bosnischstämmigen muslimischen Jugendlichen, dem eine Lehrerin riet, seinen Vornamen Muhamed ändern zu lassen, weil er wegen seines Namens „doch später bestimmt Probleme haben“ würde.
Der Begriff spielt in der gesellschaftlichen und politischen Debatte ganz besonders an US-amerikanischen Universitäten mit liberalem Selbstverständnis eine Rolle. Öffentlich bekannt geworden sind etwa Vorfälle am Oberlin College, Ohio.  Hier berichten Studenten aus Minoritätsgruppen davon, dass sie sich den offiziellen Parolen vom Willkommen zum Trotz im Alltag immer noch ausgegrenzt fühlten; sie seien wenig mehr als Dekorationselemente, die das schlechte Gewissen beruhigen sollten, so dass hinter der Fassade alles beim Alten bleibe. Sie bezeichnen als Mikroaggression insbesondere die Reaktionen der Vertreter der liberalen, weißen Mehrheitsgesellschaft. Für sie wesentliche Konzepte sind Identitätspolitik und intersektionale Diskriminierung. Die manchmal komplizierten Sprachregelungen, die empfohlen werden, um mikroaggressive Äußerungen zu vermeiden, werden vor allem von ihren konservativen Gegnern abwertend „politische Korrektheit“ genannt. Da Mikroaggressionen dem Ansatz zufolge von Vertretern der Mehrheitsgesellschaft selbst auch bei besten Absichten nicht durchschaut werden können, sollen diese die Aussage der Benachteiligten selbst annehmen und sich zu deren Verbündeten bzw. Allies machen („allying“, von ally: Verbündeter). Der Journalist Nathan Heller, der das Phänomen in einem vielbeachteten Aufsatz beschreibt, weist auf die Gefahren hin, die sich durch den Rückzug von Studierenden in abgeschirmte Wohlfühlzonen und immer kleinere, homogene Milieus ergeben können. Seiner Ansicht zufolge könne es sich aber um den Beginn einer neuen, eine ganze Generation umfassenden sozialen Bewegung handeln.

## Verursacher
In den meisten Fällen nehmen die Verursacher von mikroaggressiv wahrgenommenem Verhalten ihr kritisiertes Verhalten als dem Adressaten gegenüber „eigentlich“ wohlwollend und unvoreingenommen wahr. Werden sie von der sich verletzt fühlenden Person oder einem anderen Beobachter darauf angesprochen, verteidigen die Verursacher ihr Verhalten damit, es sei ein „Missverständnis“ oder „nur ein Scherz“ gewesen oder man solle doch nicht „aus der Mücke einen Elefanten machen“.

## Kritik
Der Journalist Paul Rowan Brian wendet gegen die Theorie der Mikroaggression ein, dass sie triviale und zu vernachlässigende rassistische Äußerungen mit wirklichem Rassismus vermenge. Ähnlich überlegt Amitai Etzioni in The Atlantic, dass die Beschäftigung mit Mikroaggression eine Ablenkung von schwererwiegenden Handlungen darstellen könnte.
In der wissenschaftlichen Debatte wird das Konzept der Mikroaggression kritisiert, weil sie empirischer Forschung kaum zugänglich ist. Demgemäß schloss der Psychologe Scott Lilienfeld in einem Beitrag für Perspectives on Psychological Science, dass das Konzept bzw. Programme zu seiner Erforschung „methodologisch und konzeptuell viel zu unterentwickelt seien, um in der echten Welt angewandt zu werden“. Die Einordnung einer Aussage oder eines Verhaltensakts beruhe in erster Linie auf der Art und Weise, wie eine bestimmte Zielperson diese wahrnehme, während andere, unter Umständen auch Angehörige derselben Minoritätsgruppe, das anders sehen könnten. Sue und Kollegen wiesen bereits auf das Problem hin, dass sie in ihrer persönlichen Erfahrungswelt ein vermeintlich unschuldiges Verhalten als einen weiteren Fall in einer langen Kette ähnlicher kleiner Herabsetzungen wahrnähmen, was für den Verursacher möglicherweise psychologisch gar nicht nachvollziehbar sei, da ihm die entsprechenden Erfahrungen selbst fehlten. Ein Kritiker merkte an, es handele sich möglicherweise um eine eher tragische als moralisch zu verurteilende Form der Verstrickung, bei der keiner Seite die „Schuld“ zugesprochen werden könne.
Die US-amerikanische Statistikerin und Gleichstellungsexpertin Althea Nagai bewertet das Konzept der Mikroaggression als Pseudowissenschaft, da bekannte forschende Befürworter etablierte Methodiken und Standards der modernen Wissenschaft (Vergleichsgruppen, ausreichend große Datenbasis, unvoreingenommene Fragestellungen, Reproduzierbarkeit der Ergebnisse, Anwendung moderner statistischer Analyseverfahren) ablehnten.
Methodisch werden die meisten Studien zum Thema wegen ihrer eingeschränkten Datenbasis angegriffen. Viele Studien hatten eine Teilnehmerzahl zwischen 5 und 97, im Mittel 19, was ihre wissenschaftliche Aussagekraft relativiert. Allerdings gibt es in den USA im Rahmen der sogenannten Critical Race Theory seit längerem einen Forschungsansatz, der das Erzählen persönlicher Geschichten (storytelling) als legitime wissenschaftliche Methode einschätzt. Hinzu kommt, dass in Studien zum Thema das akademische Milieu, insbesondere Studenten und Universitätsangehörige, weit überrepräsentiert sei, denen allein mehr als die Hälfte der publizierten Studien gewidmet ist.